# Kenny Schrub
Kenny Schrub, pseud. kennyS (ur. 19 maja 1995) –były francuski profesjonalny gracz Counter-Strike: Global Offensive. Został nazwany "eSportowym graczem roku" podczas The Game Awards 2015. Jest uważany za najlepszego snajpera w historii CS:GO. Były członek takich zespołów jak: Titan, Team Envy, Team LDLC, G2 Esports, Team Falcons, VeryGames czy Clan-Mystik.

## Kariera
Kenny grał w Counter-Strike od 6 roku życia, kiedy grę pokazał mu jego brat i wtedy wszystko się zaczęło. Zaczynał grę w Counter-Strike: Source, a ostatecznie w 2012 roku przeniósł się na Counter-Strike: Global Offensive. Ze względu na swoje umiejętności i uznanie został zaproszony na turnieje w Arles. Podczas turniejów, Kenny zaprezentował swoje talenty publiczności krajowej i międzynarodowej, co ostatecznie doprowadziło do podpisania kontraktu z organizacją VeryGames. Kenny wraz z tą formacją zajął drugie miejsce na turnieju ESWC 2012. 11 maja 2013 roku Kenny dołączył do Team LDLC, gdzie zajął m.in. pierwsze miejsce na Fnatic FragOut League Season 2. 1 października 2013 Kenny doszedł do WE GOT GAME, gdzie niestety nic nie udało mu się osiągnąć. 4 lutego 2014 dołączył do Clan-Mystik, gdzie udało mu się wywalczyć zwycięstwo na Gamers Assembly 2014. 28 kwietnia 2014 Kenny dołączył do Titan, gdzie m.in. zdobył złoto na Gamers Assembly 2015. Prawdziwy rozkwit kariery młodego Francuza nastąpił 20 lipca 2015 roku, kiedy stał się częścią Team Envy. Kenny wraz z tym zespołem zaczął dominować scenę CS:GO, co ostatecznie uplasowało Team EnVyUs na samym szczycie rankingu najlepszych drużyn świata. Było to w listopadzie 2015 roku. 3 lutego 2017 Titan i G2 Esports zamienili graczy, co oznaczało, że Kenny będzie grał dla G2 Esports. Tam wyniki minimalnie się pogorszyły, jednak nadal znajdowali się w 10 najlepszych zespołów CS:GO. W listopadzie 2022 roku Kenny odszedł z G2 Esports i przeszedł do klanu Team Falcons. Po niezakwalikowaniu się na Blast Paris Major 2023, Kenny 20 maja przed finałem Majora ogłosił że kończy profesjonalną karierę w  Counter-Strike: Global Offensive. Obecnie jest on twórcą internetowym dla Klanu Team Falcons.

## Wyróżnienia indywidualne
- 12 najlepszy gracz CS:GO 2013 roku według serwisu HLTV[4].
- 6 najlepszy gracz CS:GO 2014 roku według serwisu HLTV[5].
- 6 najlepszy gracz CS:GO 2015 roku według serwisu HLTV[6].
- 13 najlepszy gracz CS:GO 2016 roku według serwisu HLTV[7].
- 7 najlepszy gracz CS:GO 2017 roku według serwisu HLTV[8].
- 4 najlepszy gracz CS:GO 2017 roku według serwisu Thorin's Top[9].

## Osiągnięcia[2][10]
- 2 miejsce - DreamHack Valencia 2012
- 2 miejsce - ESWC 2012
- 2 miejsce - DreamHack Winter 2012
- 2 miejsce - AMD Sapphire Invitational
- 1 miejsce - Mad Catz Invitational Birmingham
- 1 miejsce - Fnatic FragOut League Season 2
- 3/4 miejsce - DreamHack Summer 2013
- 1 miejsce - Prague Challenge 2013
- 5/8 miejsce - DreamHack Winter 2013
- 2 miejsce - Fragbite Masters Season 1
- 1 miejsce - HitBox Arena Championship 1
- 2 miejsce - Gfinity G3
- 1 miejsce - DreamHack Invitational II
- 1 miejsce - European Championship 2014
- 2 miejsce - Assembly Winter 2015
- 2 miejsce - IOS Pantamera
- 1 miejsce - Gamers Assembly 2015
- 2 miejsce - ESL Pro League I
- 1 miejsce - IEM Season X gamescom
- 2 miejsce - ESL One Cologne 2015
- 1 miejsce - DreamHack Open London 2015
- 1 miejsce - Gfinity Champion of Champions
- 2 miejsce - Counter PIT League
- 1 miejsce - DreamHack Open Cluj-Napoca 2015
- 1 miejsce - Global eSports Cup Season 1
- 3/4 miejsce - DreamHack Open Bucharest 2016
- 1 miejsce - Gfinity Invitational
- 1 miejsce - World Electronic Sports Games 2016
- 3/4 miejsce - DreamHack Open Austin 2017
- 1 miejsce - DreamHack Open Tours 2017
- 1 miejsce - ESL Pro League Season 5 Finals
- 1 miejsce - DreamHack Masters Malmö 2017
- 5/8 miejsce - ELEAGUE Premier 2017
- 3 miejsce - EPICENTER 2017
- 2 miejsce - PGL Grand Slam 2018
- 3 miejsce - World Electronic Sports Games 2018
- 3/4 miejsce - DreamHack Open Tours 2019
- 3/4 miejsce - Charleroi Esports 2019
- 2 miejsce - GG BET Cologne Invitational
- 1 miejsce - Good Game League 2019
- 3/4 miejsce - ESL One New York 2019
- 2 miejsce - cs_summit 5